# Liste der Botschafter der Vereinigten Staaten in Algerien
Die Liste der Botschafter der Vereinigten Staaten in Algerien bietet einen Überblick über die Leiter der US-amerikanischen diplomatischen Vertretung in Algerien seit 1962. Am 5. Juli 1962 wurde der nordafrikanische Staat von Frankreich unabhängig; wenige Monate später, am 29. September, eröffneten die Vereinigten Staaten ihre Botschaft in Algier. In der Zeit der Militärdiktatur unter Houari Boumedienne waren die diplomatischen Beziehungen weitestgehend unterbrochen: Zwischen 1967 und 1974 stellten die USA lediglich eine „Interessenvertretung“ über die Schweizer Botschaft in Algier. Leitende Diplomaten waren dort Lewis Hoffacker und später William L. Eagleton. Die derzeitige Botschafterin Elizabeth Moore Aubin trat seinen Dienst im Februar 2022 an.
| Amtszeit  | Name                                       | ernannt von       |
| --------- | ------------------------------------------ | ----------------- |
| 1962–1965 | William J. Porter                          | John F. Kennedy   |
| 1965–1967 | John D. Jernegan                           | Lyndon B. Johnson |
| 1974–1977 | Richard Bordeaux Parker                    | Richard Nixon     |
| 1977–1981 | Ulric Haynes                               | Jimmy Carter      |
| 1981–1985 | Michael H. Newlin                          | Ronald Reagan     |
| 1985–1988 | L. Craig Johnstone                         | Ronald Reagan     |
| 1988–1991 | Christopher W. S. Ross                     | Ronald Reagan     |
| 1991–1994 | Mary Ann Casey                             | George Bush       |
| 1994–1997 | Ronald E. Neumann                          | Bill Clinton      |
| 1997–2000 | Cameron R. Hume                            | Bill Clinton      |
| 2000–2003 | Janet A. Sanderson                         | Bill Clinton      |
| 2003–2006 | Richard W. Erdman                          | George W. Bush    |
| 2006–2008 | Robert Stephen Ford                        | George W. Bush    |
| 2008–2011 | David D. Pearce                            | George W. Bush    |
| 2011–2014 | Henry S. Ensher                            | Barack Obama      |
| 2014–2017 | Joan A. Polaschik                          | Barack Obama      |
| 2017–2021 | John Desrocher                             | Donald Trump      |
| 2021–2022 | Gautam Rana (Chargé d’Affaires ad interim) | Joe Biden         |
| seit 2022 | Elizabeth Moore Aubin                      | Joe Biden         |